# Annisse Nord
Annisse Nord is een plaats in de Deense regio Hovedstaden, gemeente Gribskov, en telt 1450 inwoners (2007).